# Ex opere operato

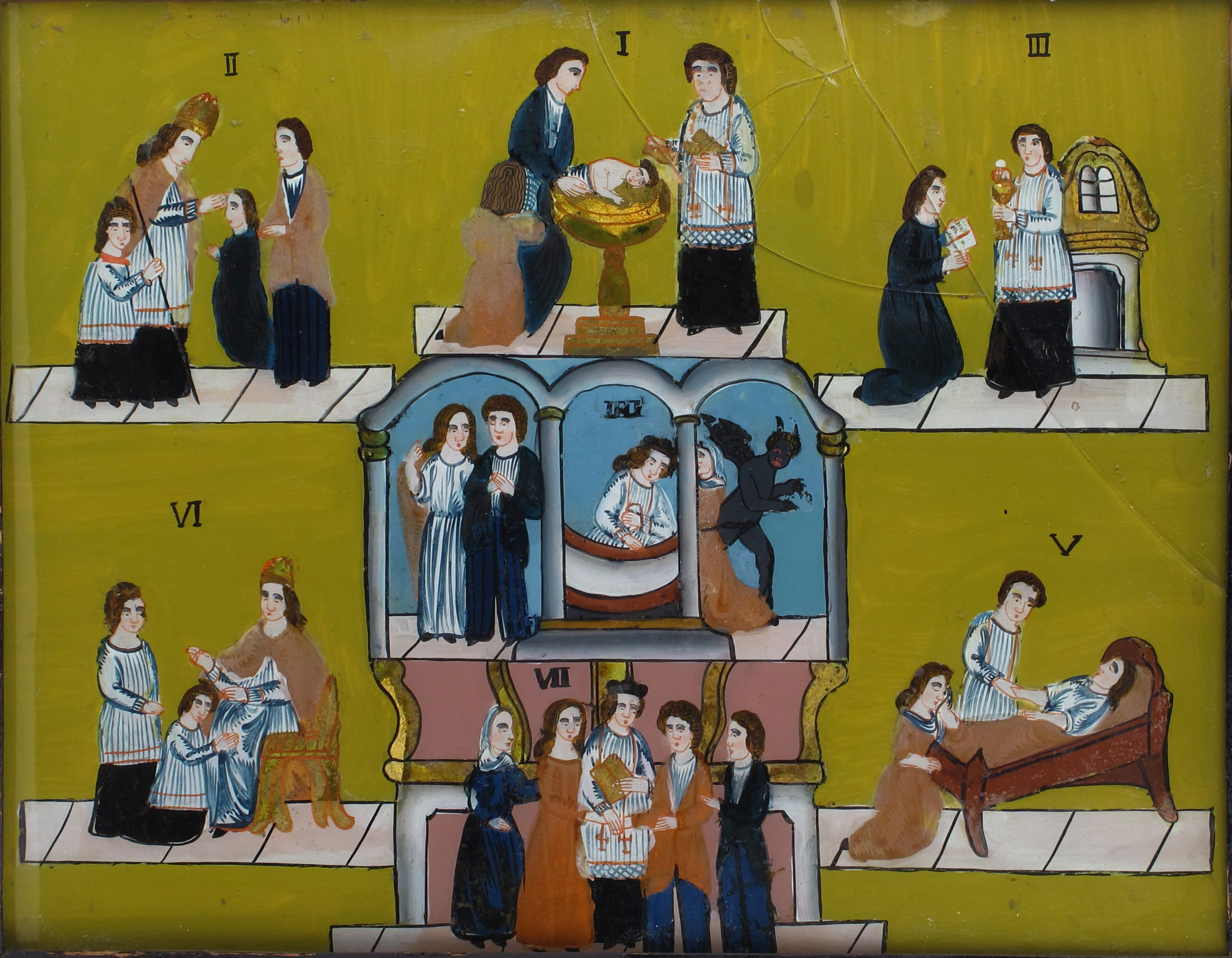
Sedm svátostí (19. století)

Ex opere operato je latinská fráze znamenající „z vykonané práce“. Ve vztahu ke svátostem (svatým tajinám) znamená, že tyto svou účinnost neodvozují od služebníka nebo příjemce (což by znamenalo, že ji odvozují ex opere operantis, což znamená „od činnosti zmocněnce“), ale od svátosti posuzované nezávisle na zásluhách vysluhovatele nebo příjemce. Podle výkladu svátostí ex opere operato nepochází žádný pozitivní účinek z jejich způsobilosti nebo víry, ale ze svátosti jako nástroje Božího. Princip ex opere operato byl kodifikován na tridentském koncilu.

## Charakteristika
„Potvrdit účinnost ex opere operato znamená být si jist suverénním a bezplatným Božím zásahem do svátostí.“ Například při biřmování není Duch svatý udělován prostřednictvím postoje biskupa ani biřmované osoby, ale svobodně Bohem prostřednictvím nástroje svátosti. Má se za to, že k plodnému přijímání svátostí je nutné, aby měl její příjemce opravdovou víru.
Podle učení římskokatolické církve vyžaduje přijímání plodů svátostí, aby byl člověk náležitě disponován. To znamená, že účinnost milosti prostřednictvím svátostí není automatická. Musí existovat, alespoň v případě dospělého, otevřenost k použití dostatečné milosti, která se podává ve svátosti samotné. Když je přijímající správně připraven, „svátosti jsou pomocnými příčinami milosti“.
V anglikánském společenství je princip ex opere operato podmíněn důstojným přijetím. Článek XXVI z třiceti devíti článků (O nehodnosti služebníků, která nebrání účinku svátosti) uvádí, že služba Slova (písma) a svátostí se nekoná jménem kněze nebo služebníka a že účinnost Kristových svátostí není odňato, ani Boží milost nezmenšená hříšností kléru. Je to proto, že svátosti mají svou účinnost díky Kristovu zaslíbení své církvi.
Pravoslavní s učením ex opere operato nesouhlasí ve smyslu, že by se děla Boží milost (blahodať) automaticky, protože jakékoliv neplatné přijetí Těla a Krve Kristových nepřipadá v úvahu. Lze přijímat jen důstojně (k posvěcení a spasení) nebo nehodně (k nemoci, smrti a odsouzení). Buď přijímáš „na odpuštění hříchů a k životu věčnému“ nebo „odsouzení sobě jíš a piješ“ 1K 11, 29 (Kral, ČEP).